# UEFA Europa League 2023–24
UEFA Europa League 2023–24 là mùa giải thứ 53 của giải đấu bóng đá cấp câu lạc bộ hạng hai của châu Âu do UEFA tổ chức và là mùa giải thứ 15 kể từ khi giải được đổi tên từ Cúp UEFA thành UEFA Europa League.
Trận chung kết sẽ được diễn ra tại Sân vận động Aviva ở Dublin, Cộng hòa Ireland. Đội vô địch của giải sẽ tự động lọt vào vòng bảng UEFA Champions League 2024-25 và cũng giành quyền thi đấu với đội vô địch của UEFA Champions League 2023-24 trong trận Siêu cúp châu Âu 2024.
Đây là mùa giải cuối cùng với thể thức hiện tại gồm 32 đội tham dự tại vòng bảng sau khi UEFA công bố thể thức hoàn toàn mới được giới thiệu cho mùa giải sau.
Sevilla là đội đương kim vô địch, nhưng họ đã không thể bảo vệ thành công chức vô địch của mình sau khi bị loại khỏi đấu trường châu Âu từ vòng bảng của UEFA Champions League 2023–24.

## Phân bố đội của hiệp hội
Tổng cộng có 58 đội từ 31 đến 36 trong số 55 hiệp hội thành viên UEFA dự kiến tham dự ở UEFA Europa League 2023–24. Trong số đó, 15 hiệp hội có các đội lọt vào Europa League trực tiếp, trong khi đối với 40 hiệp hội còn lại mà không có đội nào lọt vào trực tiếp, từ 15 đến 20 hiệp hội trong số đó có thể có các đội thi đấu sau khi được chuyển qua từ Champions League (hiệp hội thành viên duy nhất không thể có đội tham dự là Liechtenstein do không tổ chức giải vô địch quốc gia và chỉ có đội vô địch cúp quốc gia tham dự vào Europa Conference League dựa trên thứ hạng hiệp hội của họ). Thứ hạng hiệp hội dựa trên hệ số hiệp hội UEFA được sử dụng để xác định số đội tham dự cho mỗi hiệp hội:
- Đội đương kim vô địch của UEFA Europa Conference League được nhận một suất tham dự vào Europa League (nếu họ không lọt vào Champions League thông qua thành tích giải vô địch quốc gia).
- Các hiệp hội 1–5 có 2 đội lọt vào.
- Các hiệp hội 6–16 (trừ Nga)[Note RUS] có 1 đội lọt vào.
- 37 đội bị loại từ UEFA Champions League 2023-24 được chuyển qua Europa League.

### Thứ hạng hiệp hội
Đối với UEFA Europa League 2023–24, các hiệp hội được phân bố vị trí dựa theo hệ số hiệp hội UEFA năm 2022, tính đến thành tích của họ ở các giải đấu châu Âu từ mùa giải 2017-18 đến 2021-22.
Ngoài việc phân bố dựa trên hệ số hiệp hội, các hiệp hội có thể có thêm đội tham dự Europa League, như được ghi chú dưới đây:
- (UCL) – Các đội bổ sung được chuyển qua từ UEFA Champions League
- (UECL) – Suất bổ sung cho đội đương kim vô địch UEFA Europa Conference League

| Hạng | Hiệp hội     | Hệ số   | Số đội | Ghi chú    |
| ---- | ------------ | ------- | ------ | ---------- |
| 1    | Anh          | 106.641 | 2      | +1 (UECL)  |
| 2    | Tây Ban Nha  | 96.141  | 2      |            |
| 3    | Ý            | 76.902  | 2      | +1 (UCL)   |
| 4    | Đức          | 75.213  | 2      |            |
| 5    | Pháp         | 60.081  | 2      | +2 (UCL)   |
| 6    | Bồ Đào Nha   | 53.382  | 1      | +2 (UCL)   |
| 7    | Hà Lan       | 49.300  | 1      | +1 (UCL)   |
| 8    | Áo           | 38.850  | 1      | +1 (UCL)   |
| 9    | Scotland     | 36.900  | 1      | +1 (UCL)   |
| 10   | Nga          | 34.482  | 0      | [Note RUS] |
| 11   | Serbia       | 33.375  | 1      | +1 (UCL)   |
| 12   | Ukraina      | 31.800  | 1      | +2 (UCL)   |
| 13   | Bỉ           | 30.600  | 1      | +1 (UCL)   |
| 14   | Thụy Sĩ      | 29.675  | 1      | +2 (UCL)   |
| 15   | Hy Lạp       | 28.200  | 1      | +2 (UCL)   |
| 16   | Cộng hòa Séc | 27.800  | 1      | +1 (UCL)   |
| 17   | Na Uy        | 27.250  | 0      | +1 (UCL)   |
| 18   | Đan Mạch     | 27.175  | 0      |            |
| 19   | Croatia      | 27.150  | 0      | +1 (UCL)   |

| Hạng | Hiệp hội              | Hệ số  | Số đội | Ghi chú  |
| ---- | --------------------- | ------ | ------ | -------- |
| 20   | Thổ Nhĩ Kỳ            | 27.100 | 0      | +1 (UCL) |
| 21   | Síp                   | 26.375 | 0      | +1 (UCL) |
| 22   | Israel                | 24.375 | 0      | +1 (UCL) |
| 23   | Thụy Điển             | 22.875 | 0      | +1 (UCL) |
| 24   | Bulgaria              | 19.500 | 0      | +1 (UCL) |
| 25   | Romania               | 17.150 | 0      |          |
| 26   | Azerbaijan            | 17.000 | 0      | +1 (UCL) |
| 27   | Hungary               | 16.375 | 0      |          |
| 28   | Ba Lan                | 15.875 | 0      | +1 (UCL) |
| 29   | Kazakhstan            | 15.750 | 0      | +1 (UCL) |
| 30   | Slovakia              | 15.625 | 0      | +1 (UCL) |
| 31   | Slovenia              | 15.000 | 0      | +1 (UCL) |
| 32   | Belarus               | 12.500 | 0      | +1 (UCL) |
| 33   | Moldova               | 11.250 | 0      | +1 (UCL) |
| 34   | Litva                 | 10.000 | 0      | +1 (UCL) |
| 35   | Bosnia và Herzegovina | 9.125  | 0      | +1 (UCL) |
| 36   | Phần Lan              | 8.875  | 0      | +1 (UCL) |
| 37   | Luxembourg            | 8.750  | 0      |          |
| 38   | Latvia                | 8.625  | 0      |          |

| Hạng | Hiệp hội         | Hệ số | Số đội | Ghi chú  |
| ---- | ---------------- | ----- | ------ | -------- |
| 39   | Kosovo           | 8.166 | 0      |          |
| 40   | Cộng hòa Ireland | 8.125 | 0      |          |
| 41   | Armenia          | 8.125 | 0      |          |
| 42   | Bắc Ireland      | 8.083 | 0      |          |
| 43   | Albania          | 8.000 | 0      |          |
| 44   | Quần đảo Faroe   | 7.250 | 0      | +1 (UCL) |
| 45   | Estonia          | 7.041 | 0      |          |
| 46   | Malta            | 7.000 | 0      |          |
| 47   | Gruzia           | 7.000 | 0      |          |
| 48   | Bắc Macedonia    | 7.000 | 0      |          |
| 49   | Liechtenstein    | 6.500 | 0      |          |
| 50   | Wales            | 5.500 | 0      |          |
| 51   | Gibraltar        | 5.416 | 0      |          |
| 52   | Iceland          | 5.375 | 0      | +1 (UCL) |
| 53   | Montenegro       | 4.875 | 0      |          |
| 54   | Andorra          | 4.665 | 0      |          |
| 55   | San Marino       | 1.332 | 0      |          |

## Lịch thi đấu
Lịch thi đấu của giải đấu như sau. Các trận đấu được lên lịch vào Thứ Năm, ngoại trừ trận chung kết diễn ra vào Thứ Tư, cho dù có thể diễn ra vào Thứ Ba hoặc Thứ Tư do mâu thuẫn lịch thi đấu.
| Giai đoạn               | Vòng                             | Ngày bốc thăm        | Lượt đi                                            | Lượt về                                            |
| ----------------------- | -------------------------------- | -------------------- | -------------------------------------------------- | -------------------------------------------------- |
| Vòng loại               | Vòng loại thứ ba                 | 24 tháng 7 năm 2023  | 10 tháng 8 năm 2023                                | 17 tháng 8 năm 2023                                |
| Play-off                | Vòng play-off                    | 7 tháng 8 năm 2023   | 24 tháng 8 năm 2023                                | 31 tháng 8 năm 2023                                |
| Vòng bảng               | Lượt trận 1                      | 1 tháng 9 năm 2023   | 21 tháng 9 năm 2023                                | 21 tháng 9 năm 2023                                |
| Vòng bảng               | Lượt trận 2                      | 1 tháng 9 năm 2023   | 5 tháng 10 năm 2023                                | 5 tháng 10 năm 2023                                |
| Vòng bảng               | Lượt trận 3                      | 1 tháng 9 năm 2023   | 26 tháng 10 năm 2023                               | 26 tháng 10 năm 2023                               |
| Vòng bảng               | Lượt trận 4                      | 1 tháng 9 năm 2023   | 9 tháng 11 năm 2023                                | 9 tháng 11 năm 2023                                |
| Vòng bảng               | Lượt trận 5                      | 1 tháng 9 năm 2023   | 30 tháng 11 năm 2023                               | 30 tháng 11 năm 2023                               |
| Vòng bảng               | Lượt trận 6                      | 1 tháng 9 năm 2023   | 14 tháng 12 năm 2023                               | 14 tháng 12 năm 2023                               |
| Vòng đấu loại trực tiếp | Vòng play-off đấu loại trực tiếp | 18 tháng 12 năm 2023 | 15 tháng 2 năm 2024                                | 22 tháng 2 năm 2024                                |
| Vòng đấu loại trực tiếp | Vòng 16 đội                      | 23 tháng 2 năm 2024  | 7 tháng 3 năm 2024                                 | 14 tháng 3 năm 2024                                |
| Vòng đấu loại trực tiếp | Tứ kết                           | 15 tháng 3 năm 2024  | 11 tháng 4 năm 2024                                | 18 tháng 4 năm 2024                                |
| Vòng đấu loại trực tiếp | Bán kết                          | 15 tháng 3 năm 2024  | 2 tháng 5 năm 2024                                 | 9 tháng 5 năm 2024                                 |
| Vòng đấu loại trực tiếp | Chung kết                        | 15 tháng 3 năm 2024  | 22 tháng 5 năm 2024 tại Sân vận động Aviva, Dublin | 22 tháng 5 năm 2024 tại Sân vận động Aviva, Dublin |

## Vòng loại thứ ba
Lễ bốc thăm cho vòng loại thứ ba được tổ chức vào ngày 24 tháng 7 năm 2023.
Các trận lượt đi được diễn ra vào ngày 8 và 10 tháng 8, các trận lượt về được diễn ra vào ngày 17 tháng 8 năm 2023.
Đội thắng của các cặp đấu đi tiếp vào vòng play-off. Đội thua được chuyển qua vòng play-off Europa Conference League thuộc nhóm tương ứng của họ.
| Đội 1            | TTS | Đội 2              | Lượt đi | Lượt về |
| ---------------- | --- | ------------------ | ------- | ------- |
| Žalgiris         | 1–8 | BK Häcken          | 1–3     | 0–5     |
| Qarabağ          | 4–2 | HJK                | 2–1     | 2–1     |
| Zrinjski Mostar  | 6–3 | Breiðablik         | 6–2     | 0–1     |
| Sheriff Tiraspol | 7–3 | BATE Borisov       | 5–1     | 2–2     |
| Astana           | 3–6 | Ludogorets Razgrad | 2–1     | 1–5     |

| Đội 1         | TTS | Đội 2    | Lượt đi | Lượt về |
| ------------- | --- | -------- | ------- | ------- |
| Olympiacos    | 2–1 | Genk     | 1–0     | 1–1     |
| Slavia Prague | 4–1 | Dnipro-1 | 3–0     | 1–1     |

## Vòng play-off
Lễ bốc thăm cho vòng play-off được tổ chức vào ngày 7 tháng 8 năm 2023.
Các trận lượt đi được diễn ra vào ngày 24 tháng 8, các trận lượt về được diễn ra vào ngày 31 tháng 8 năm 2023.
Đội thắng của các cặp đấu đi tiếp vào vòng bảng. Đội thua được chuyển qua vòng bảng Europa Conference League.
| Đội 1                | TTS | Đội 2            | Lượt đi | Lượt về |
| -------------------- | --- | ---------------- | ------- | ------- |
| Slavia Prague        | 3–2 | Zorya Luhansk    | 2–0     | 1–2     |
| Olympiacos           | 6–1 | Čukarički        | 3–1     | 3–0     |
| Union Saint-Gilloise | 3–0 | Lugano           | 2–0     | 1–0     |
| Ludogorets Razgrad   | 2–4 | Ajax             | 1–4     | 1–0     |
| BK Häcken            | 5–3 | Aberdeen         | 2–2     | 3–1     |
| LASK                 | 3–2 | Zrinjski Mostar  | 2–1     | 1–1     |
| KÍ                   | 2–3 | Sheriff Tiraspol | 1–1     | 1–2     |
| Olimpija Ljubljana   | 1–3 | Qarabağ          | 0–2     | 1–1     |
| Slovan Bratislava    | 4–7 | Aris Limassol    | 2–1     | 2–6     |
| Dinamo Zagreb        | 4–5 | Sparta Prague    | 3–1     | 1–4     |

## Vòng bảng
Lễ bốc thăm cho vòng bảng được tổ chức vào ngày 1 tháng 9 năm 2023, lúc 13:00 CEST, ở Monaco. 32 đội được bốc thăm vào tám bảng gồm 4 đội. Đối với lễ bốc thăm, các đội được xếp vào bốn nhóm hạt giống, mỗi nhóm gồm 8 đội dựa trên hệ số câu lạc bộ UEFA năm 2023. Với tư cách là đội vô địch của UEFA Europa Conference League 2022–23, West Ham United vào Nhóm 1 bất kể hệ số câu lạc bộ (CC) của họ.
Các đội từ cùng hiệp hội không thể được bốc thăm vào cùng bảng.
Aris Limassol, Brighton & Hove Albion, BK Häcken, Raków Częstochowa, Servette và TSC có lần đầu tiên ra mắt ở vòng bảng. Tất cả 6 câu lạc bộ cũng có lần đầu tiên ra mắt ở vòng bảng một giải đấu UEFA. Hơn nữa, Brighton giành quyền tham dự bóng đá châu Âu lần đầu tiên trong lịch sử của họ.
Có tổng cộng 21 hiệp hội quốc gia được đại diện ở vòng bảng.

### Bảng A
| VT | Đội             | ST | T | H | B | BT | BB | HS  | Đ  | Giành quyền tham dự                          |  | WHU | FRE | OLY | TSC |
| -- | --------------- | -- | - | - | - | -- | -- | --- | -- | -------------------------------------------- |  | --- | --- | --- | --- |
| 1  | West Ham United | 6  | 5 | 0 | 1 | 10 | 4  | +6  | 15 | Đi tiếp vào vòng 16 đội                      |  | —   | 2–0 | 1–0 | 3–1 |
| 2  | SC Freiburg     | 6  | 4 | 0 | 2 | 17 | 7  | +10 | 12 | Đi tiếp vào vòng play-off đấu loại trực tiếp |  | 1–2 | —   | 5–0 | 5–0 |
| 3  | Olympiacos      | 6  | 2 | 1 | 3 | 11 | 14 | −3  | 7  | Chuyển qua Europa Conference League          |  | 2–1 | 2–3 | —   | 5–2 |
| 4  | TSC             | 6  | 0 | 1 | 5 | 6  | 19 | −13 | 1  |                                              |  | 0–1 | 1–3 | 2–2 | —   |

### Bảng B
| VT | Đội                    | ST | T | H | B | BT | BB | HS | Đ  | Giành quyền tham dự                          |  | BHA | MAR | AJA | AEK |
| -- | ---------------------- | -- | - | - | - | -- | -- | -- | -- | -------------------------------------------- |  | --- | --- | --- | --- |
| 1  | Brighton & Hove Albion | 6  | 4 | 1 | 1 | 10 | 5  | +5 | 13 | Đi tiếp vào vòng 16 đội                      |  | —   | 1–0 | 2–0 | 2–3 |
| 2  | Marseille              | 6  | 3 | 2 | 1 | 14 | 10 | +4 | 11 | Đi tiếp vào vòng play-off đấu loại trực tiếp |  | 2–2 | —   | 4–3 | 3–1 |
| 3  | Ajax                   | 6  | 1 | 2 | 3 | 10 | 13 | −3 | 5  | Chuyển qua Europa Conference League          |  | 0–2 | 3–3 | —   | 3–1 |
| 4  | AEK Athens             | 6  | 1 | 1 | 4 | 6  | 12 | −6 | 4  |                                              |  | 0–1 | 0–2 | 1–1 | —   |

### Bảng C
| VT | Đội           | ST | T | H | B | BT | BB | HS | Đ  | Giành quyền tham dự                          |  | RAN | SPP | BET | ALI |
| -- | ------------- | -- | - | - | - | -- | -- | -- | -- | -------------------------------------------- |  | --- | --- | --- | --- |
| 1  | Rangers       | 6  | 3 | 2 | 1 | 8  | 6  | +2 | 11 | Đi tiếp vào vòng 16 đội                      |  | —   | 2–1 | 1–0 | 1–1 |
| 2  | Sparta Prague | 6  | 3 | 1 | 2 | 9  | 7  | +2 | 10 | Đi tiếp vào vòng play-off đấu loại trực tiếp |  | 0–0 | —   | 1–0 | 3–2 |
| 3  | Real Betis    | 6  | 3 | 0 | 3 | 9  | 7  | +2 | 9  | Chuyển qua Europa Conference League          |  | 2–3 | 2–1 | —   | 4–1 |
| 4  | Aris Limassol | 6  | 1 | 1 | 4 | 7  | 13 | −6 | 4  |                                              |  | 2–1 | 1–3 | 0–1 | —   |

### Bảng D
| VT | Đội               | ST | T | H | B | BT | BB | HS | Đ  | Giành quyền tham dự                          |  | ATA    | SCP | STU    | RAK |
| -- | ----------------- | -- | - | - | - | -- | -- | -- | -- | -------------------------------------------- |  | ------ | --- | ------ | --- |
| 1  | Atalanta          | 6  | 4 | 2 | 0 | 12 | 4  | +8 | 14 | Đi tiếp vào vòng 16 đội                      |  | —      | 1–1 | 1–0    | 2–0 |
| 2  | Sporting CP       | 6  | 3 | 2 | 1 | 10 | 6  | +4 | 11 | Đi tiếp vào vòng play-off đấu loại trực tiếp |  | 1–2    | —   | 14 Dec | 2–1 |
| 3  | Sturm Graz        | 6  | 1 | 1 | 4 | 4  | 9  | −5 | 4  | Chuyển qua Europa Conference League          |  | 2–2    | 1–2 | —      | 0–1 |
| 4  | Raków Częstochowa | 6  | 1 | 1 | 4 | 3  | 10 | −7 | 4  |                                              |  | 14 Dec | 1–1 | 0–1    | —   |

1. 1 2  Bằng nhau ở kết quả đối đầu. Hiệu số bàn thắng thua tổng thể được sử dụng làm tiêu chí xếp hạng.

### Bảng E
| VT | Đội                  | ST | T | H | B | BT | BB | HS  | Đ  | Giành quyền tham dự                          |  | LIV | TOU | USG | LAS |
| -- | -------------------- | -- | - | - | - | -- | -- | --- | -- | -------------------------------------------- |  | --- | --- | --- | --- |
| 1  | Liverpool            | 6  | 4 | 0 | 2 | 17 | 7  | +10 | 12 | Đi tiếp vào vòng 16 đội                      |  | —   | 5–1 | 2–0 | 4–0 |
| 2  | Toulouse             | 6  | 3 | 2 | 1 | 8  | 9  | −1  | 11 | Đi tiếp vào vòng play-off đấu loại trực tiếp |  | 3–2 | —   | 0–0 | 1–0 |
| 3  | Union Saint-Gilloise | 6  | 2 | 2 | 2 | 5  | 8  | −3  | 8  | Chuyển qua Europa Conference League          |  | 2–1 | 1–1 | —   | 2–1 |
| 4  | LASK                 | 6  | 1 | 0 | 5 | 6  | 12 | −6  | 3  |                                              |  | 1–3 | 1–2 | 3–0 | —   |

### Bảng F
| VT | Đội           | ST | T | H | B | BT | BB | HS | Đ  | Giành quyền tham dự                          |  | VIL | REN | MHA | PAO |
| -- | ------------- | -- | - | - | - | -- | -- | -- | -- | -------------------------------------------- |  | --- | --- | --- | --- |
| 1  | Villarreal    | 6  | 4 | 1 | 1 | 9  | 7  | +2 | 13 | Đi tiếp vào vòng 16 đội                      |  | —   | 1–0 | 0–0 | 3–2 |
| 2  | Rennes        | 6  | 4 | 0 | 2 | 13 | 6  | +7 | 12 | Đi tiếp vào vòng play-off đấu loại trực tiếp |  | 2–3 | —   | 3–0 | 3–1 |
| 3  | Maccabi Haifa | 6  | 1 | 2 | 3 | 3  | 9  | −6 | 5  | Chuyển qua Europa Conference League          |  | 1–2 | 0–3 | —   | 0–0 |
| 4  | Panathinaikos | 6  | 1 | 1 | 4 | 7  | 10 | −3 | 4  |                                              |  | 2–0 | 1–2 | 1–2 | —   |

### Bảng G
| VT | Đội              | ST | T | H | B | BT | BB | HS  | Đ  | Giành quyền tham dự                          |  | SLP | ROM | SRV | SHE |
| -- | ---------------- | -- | - | - | - | -- | -- | --- | -- | -------------------------------------------- |  | --- | --- | --- | --- |
| 1  | Slavia Prague    | 6  | 5 | 0 | 1 | 17 | 4  | +13 | 15 | Đi tiếp vào vòng 16 đội                      |  | —   | 2–0 | 4–0 | 6–0 |
| 2  | Roma             | 6  | 4 | 1 | 1 | 12 | 4  | +8  | 13 | Đi tiếp vào vòng play-off đấu loại trực tiếp |  | 2–0 | —   | 4–0 | 3–0 |
| 3  | Servette         | 6  | 1 | 2 | 3 | 4  | 13 | −9  | 5  | Chuyển qua Europa Conference League          |  | 0–2 | 1–1 | —   | 2–1 |
| 4  | Sheriff Tiraspol | 6  | 0 | 1 | 5 | 5  | 17 | −12 | 1  |                                              |  | 2–3 | 1–2 | 1–1 | —   |

### Bảng H
| VT | Đội              | ST | T | H | B | BT | BB | HS  | Đ  | Giành quyền tham dự                          |  | LEV | QAR | MOL | HAC |
| -- | ---------------- | -- | - | - | - | -- | -- | --- | -- | -------------------------------------------- |  | --- | --- | --- | --- |
| 1  | Bayer Leverkusen | 6  | 6 | 0 | 0 | 19 | 3  | +16 | 18 | Đi tiếp vào vòng 16 đội                      |  | —   | 5–1 | 5–1 | 4–0 |
| 2  | Qarabağ          | 6  | 3 | 1 | 2 | 7  | 9  | −2  | 10 | Đi tiếp vào vòng play-off đấu loại trực tiếp |  | 0–1 | —   | 1–0 | 2–1 |
| 3  | Molde            | 6  | 2 | 1 | 3 | 12 | 12 | 0   | 7  | Chuyển qua Europa Conference League          |  | 1–2 | 2–2 | —   | 5–1 |
| 4  | BK Häcken        | 6  | 0 | 0 | 6 | 3  | 17 | −14 | 0  |                                              |  | 0–2 | 0–1 | 1–3 | —   |

## Vòng đấu loại trực tiếp

### Nhánh đấu
|  |                                  |                                  |                                  |                                  |                                  |  |  |                        |                        |                  |                  |             |   |                     |                  |                  |           |           |          |          |   |         |         |         |         |         |  |  |           |           |           |
|  | Vòng play-off đấu loại trực tiếp | Vòng play-off đấu loại trực tiếp | Vòng play-off đấu loại trực tiếp | Vòng play-off đấu loại trực tiếp | Vòng play-off đấu loại trực tiếp |  |  | Vòng 16 đội            | Vòng 16 đội            | Vòng 16 đội      | Vòng 16 đội      | Vòng 16 đội |   |                     | Tứ kết           | Tứ kết           | Tứ kết    | Tứ kết    | Tứ kết   |          |   | Bán kết | Bán kết | Bán kết | Bán kết | Bán kết |  |  | Chung kết | Chung kết | Chung kết |
|  | Vòng play-off đấu loại trực tiếp | Vòng play-off đấu loại trực tiếp | Vòng play-off đấu loại trực tiếp | Vòng play-off đấu loại trực tiếp | Vòng play-off đấu loại trực tiếp |  |  | Vòng 16 đội            | Vòng 16 đội            | Vòng 16 đội      | Vòng 16 đội      | Vòng 16 đội |   |                     | Tứ kết           | Tứ kết           | Tứ kết    | Tứ kết    | Tứ kết   |          |   | Bán kết | Bán kết | Bán kết | Bán kết | Bán kết |  |  | Chung kết | Chung kết | Chung kết |
|  |                                  |                                  |                                  |                                  |                                  |  |  |                        |                        |                  |                  |             |   |                     |                  |                  |           |           |          |          |   |         |         |         |         |         |  |  |           |           |           |
|  |                                  |                                  |                                  |                                  |                                  |  |  |                        |                        |                  |                  |             |   |                     |                  |                  |           |           |          |          |   |         |         |         |         |         |  |  |           |           |           |
|  |                                  |                                  |                                  |                                  |                                  |  |  | Benfica                | Benfica                | 2                | 1                | 3           |   |                     |                  |                  |           |           |          |          |   |         |         |         |         |         |  |  |           |           |           |
|  |                                  |                                  |                                  |                                  |                                  |  |  |                        |                        | 2                | 1                | 3           |   |                     |                  |                  |           |           |          |          |   |         |         |         |         |         |  |  |           |           |           |
|  | Benfica                          | Benfica                          | 2                                | 0                                | 2                                |  |  | Rangers                | Rangers                | 2                | 0                | 2           |   |                     |                  |                  |           |           |          |          |   |         |         |         |         |         |  |  |           |           |           |
|  | Benfica                          | Benfica                          | 2                                | 0                                | 2                                |  |  | Rangers                | Rangers                | 2                | 0                | 2           |   |                     | Benfica          | Benfica          | 2         | 0         | 2 (2)    |          |   |         |         |         |         |         |  |  |           |           |           |
|  | Toulouse                         | Toulouse                         | 1                                | 0                                | 1                                |  |  |                        |                        |                  |                  |             |   |                     | Benfica          | Benfica          | 2         | 0         | 2 (2)    |          |   |         |         |         |         |         |  |  |           |           |           |
|  | Toulouse                         | Toulouse                         | 1                                | 0                                | 1                                |  |  |                        |                        | Marseille (p)    | Marseille (p)    | 1           | 1 | 2 (4)               |                  |                  |           |           |          |          |   |         |         |         |         |         |  |  |           |           |           |
|  |                                  |                                  |                                  |                                  |                                  |  |  | Marseille              | Marseille              | Marseille (p)    | Marseille (p)    | 1           | 1 | 2 (4)               | 4                | 1                | 5         |           |          |          |   |         |         |         |         |         |  |  |           |           |           |
|  |                                  |                                  |                                  |                                  |                                  |  |  |                        |                        |                  |                  |             |   |                     |                  |                  | 5         |           |          |          |   |         |         |         |         |         |  |  |           |           |           |
|  | Shakhtar Donetsk                 | Shakhtar Donetsk                 | 2                                | 1                                | 3                                |  |  | Villarreal             | Villarreal             | 0                | 3                | 3           |   |                     |                  |                  |           |           |          |          |   |         |         |         |         |         |  |  |           |           |           |
|  | Shakhtar Donetsk                 | Shakhtar Donetsk                 | 2                                | 1                                | 3                                |  |  | Villarreal             | Villarreal             | 0                | 3                | 3           |   |                     |                  |                  | Marseille | Marseille | 1        | 0        | 1 |         |         |         |         |         |  |  |           |           |           |
|  | Marseille                        | Marseille                        | 2                                | 3                                | 5                                |  |  |                        |                        |                  |                  |             |   |                     |                  |                  |           |           |          | 0        | 1 |         |         |         |         |         |  |  |           |           |           |
|  | Marseille                        | Marseille                        | 2                                | 3                                | 5                                |  |  |                        |                        | Atalanta         | Atalanta         | 1           | 3 | 4                   |                  |                  |           |           |          |          |   |         |         |         |         |         |  |  |           |           |           |
|  |                                  |                                  |                                  |                                  |                                  |  |  | Sparta Prague          | Sparta Prague          | Atalanta         | Atalanta         | 1           | 3 | 4                   | 1                | 1                | 2         |           |          |          |   |         |         |         |         |         |  |  |           |           |           |
|  |                                  |                                  |                                  |                                  |                                  |  |  |                        |                        |                  |                  |             |   |                     |                  |                  | 2         |           |          |          |   |         |         |         |         |         |  |  |           |           |           |
|  | Galatasaray                      | Galatasaray                      | 3                                | 1                                | 4                                |  |  | Liverpool              | Liverpool              | 5                | 6                | 11          |   |                     |                  |                  |           |           |          |          |   |         |         |         |         |         |  |  |           |           |           |
|  | Galatasaray                      | Galatasaray                      | 3                                | 1                                | 4                                |  |  | Liverpool              | Liverpool              | 5                | 6                | 11          |   |                     | Liverpool        | Liverpool        | 0         | 1         | 1        |          |   |         |         |         |         |         |  |  |           |           |           |
|  | Sparta Prague                    | Sparta Prague                    | 2                                | 4                                | 6                                |  |  |                        |                        |                  |                  |             |   |                     | Liverpool        | Liverpool        | 0         | 1         | 1        |          |   |         |         |         |         |         |  |  |           |           |           |
|  | Sparta Prague                    | Sparta Prague                    | 2                                | 4                                | 6                                |  |  |                        |                        | Atalanta         | Atalanta         | 3           | 0 | 3                   |                  |                  |           |           |          |          |   |         |         |         |         |         |  |  |           |           |           |
|  |                                  |                                  |                                  |                                  |                                  |  |  | Sporting CP            | Sporting CP            | Atalanta         | Atalanta         | 3           | 0 | 3                   | 1                | 1                | 2         |           |          |          |   |         |         |         |         |         |  |  |           |           |           |
|  |                                  |                                  |                                  |                                  |                                  |  |  | Sporting CP            | Sporting CP            |                  |                  |             |   | 22 tháng 5 – Dublin | 1                | 1                | 2         |           |          |          |   |         |         |         |         |         |  |  |           |           |           |
|  | Young Boys                       | Young Boys                       | 1                                | 1                                | 2                                |  |  | Atalanta               | Atalanta               | 1                | 2                | 3           |   |                     |                  |                  |           |           |          |          |   |         |         |         |         |         |  |  |           |           |           |
|  | Young Boys                       | Young Boys                       | 1                                | 1                                | 2                                |  |  | Atalanta               | Atalanta               | 1                | 2                | 3           |   |                     |                  |                  |           |           | Atalanta | Atalanta | 3 |         |         |         |         |         |  |  |           |           |           |
|  | Sporting CP                      | Sporting CP                      | 3                                | 1                                | 4                                |  |  |                        |                        |                  |                  |             |   |                     |                  |                  |           |           |          |          |   |         |         |         |         |         |  |  |           |           |           |
|  | Sporting CP                      | Sporting CP                      | 3                                | 1                                | 4                                |  |  |                        |                        | Bayer Leverkusen | Bayer Leverkusen | 0           |   |                     |                  |                  |           |           |          |          |   |         |         |         |         |         |  |  |           |           |           |
|  |                                  |                                  |                                  |                                  |                                  |  |  | Milan                  | Milan                  | Bayer Leverkusen | Bayer Leverkusen | 0           | 4 | 3                   | 7                |                  |           |           |          |          |   |         |         |         |         |         |  |  |           |           |           |
|  |                                  |                                  |                                  |                                  |                                  |  |  |                        |                        |                  |                  |             | 4 | 3                   | 7                |                  |           |           |          |          |   |         |         |         |         |         |  |  |           |           |           |
|  | Milan                            | Milan                            | 3                                | 2                                | 5                                |  |  | Slavia Prague          | Slavia Prague          | 2                | 1                | 3           |   |                     |                  |                  |           |           |          |          |   |         |         |         |         |         |  |  |           |           |           |
|  | Milan                            | Milan                            | 3                                | 2                                | 5                                |  |  | Slavia Prague          | Slavia Prague          | 2                | 1                | 3           |   |                     | Milan            | Milan            | 0         | 1         | 1        |          |   |         |         |         |         |         |  |  |           |           |           |
|  | Rennes                           | Rennes                           | 0                                | 3                                | 3                                |  |  |                        |                        |                  |                  |             |   |                     | Milan            | Milan            | 0         | 1         | 1        |          |   |         |         |         |         |         |  |  |           |           |           |
|  | Rennes                           | Rennes                           | 0                                | 3                                | 3                                |  |  |                        |                        | Roma             | Roma             | 1           | 2 | 3                   |                  |                  |           |           |          |          |   |         |         |         |         |         |  |  |           |           |           |
|  |                                  |                                  |                                  |                                  |                                  |  |  | Roma                   | Roma                   | Roma             | Roma             | 1           | 2 | 3                   | 4                | 0                | 4         |           |          |          |   |         |         |         |         |         |  |  |           |           |           |
|  |                                  |                                  |                                  |                                  |                                  |  |  |                        |                        |                  |                  |             |   |                     |                  |                  | 4         |           |          |          |   |         |         |         |         |         |  |  |           |           |           |
|  | Feyenoord                        | Feyenoord                        | 1                                | 1                                | 2 (2)                            |  |  | Brighton & Hove Albion | Brighton & Hove Albion | 0                | 1                | 1           |   |                     |                  |                  |           |           |          |          |   |         |         |         |         |         |  |  |           |           |           |
|  | Feyenoord                        | Feyenoord                        | 1                                | 1                                | 2 (2)                            |  |  | Brighton & Hove Albion | Brighton & Hove Albion | 0                | 1                | 1           |   |                     |                  |                  | Roma      | Roma      | 0        | 2        | 2 |         |         |         |         |         |  |  |           |           |           |
|  | Roma (p)                         | Roma (p)                         | 1                                | 1                                | 2 (4)                            |  |  |                        |                        |                  |                  |             |   |                     |                  |                  |           |           |          | 2        | 2 |         |         |         |         |         |  |  |           |           |           |
|  | Roma (p)                         | Roma (p)                         | 1                                | 1                                | 2 (4)                            |  |  |                        |                        | Bayer Leverkusen | Bayer Leverkusen | 2           | 2 | 4                   |                  |                  |           |           |          |          |   |         |         |         |         |         |  |  |           |           |           |
|  |                                  |                                  |                                  |                                  |                                  |  |  | Qarabağ                | Qarabağ                | Bayer Leverkusen | Bayer Leverkusen | 2           | 2 | 4                   | 2                | 2                | 4         |           |          |          |   |         |         |         |         |         |  |  |           |           |           |
|  |                                  |                                  |                                  |                                  |                                  |  |  |                        |                        |                  |                  |             |   |                     |                  |                  | 4         |           |          |          |   |         |         |         |         |         |  |  |           |           |           |
|  | Braga                            | Braga                            | 2                                | 3                                | 5                                |  |  | Bayer Leverkusen       | Bayer Leverkusen       | 2                | 3                | 5           |   |                     |                  |                  |           |           |          |          |   |         |         |         |         |         |  |  |           |           |           |
|  | Braga                            | Braga                            | 2                                | 3                                | 5                                |  |  | Bayer Leverkusen       | Bayer Leverkusen       | 2                | 3                | 5           |   |                     | Bayer Leverkusen | Bayer Leverkusen | 2         | 1         | 3        |          |   |         |         |         |         |         |  |  |           |           |           |
|  | Qarabağ (s.h.p.)                 | Qarabağ (s.h.p.)                 | 4                                | 2                                | 6                                |  |  |                        |                        |                  |                  |             |   |                     | Bayer Leverkusen | Bayer Leverkusen | 2         | 1         | 3        |          |   |         |         |         |         |         |  |  |           |           |           |
|  | Qarabağ (s.h.p.)                 | Qarabağ (s.h.p.)                 | 4                                | 2                                | 6                                |  |  |                        |                        | West Ham United  | West Ham United  | 0           | 1 | 1                   |                  |                  |           |           |          |          |   |         |         |         |         |         |  |  |           |           |           |
|  |                                  |                                  |                                  |                                  |                                  |  |  | SC Freiburg            | SC Freiburg            | West Ham United  | West Ham United  | 0           | 1 | 1                   | 1                | 0                | 1         |           |          |          |   |         |         |         |         |         |  |  |           |           |           |
|  |                                  |                                  |                                  |                                  |                                  |  |  |                        |                        |                  |                  |             |   |                     | 1                | 0                | 1         |           |          |          |   |         |         |         |         |         |  |  |           |           |           |
|  | Lens                             | Lens                             | 0                                | 2                                | 2                                |  |  | West Ham United        | West Ham United        | 0                | 5                | 5           |   |                     |                  |                  |           |           |          |          |   |         |         |         |         |         |  |  |           |           |           |
|  | Lens                             | Lens                             | 0                                | 2                                | 2                                |  |  | West Ham United        | West Ham United        | 0                | 5                | 5           |   |                     |                  |                  |           |           |          |          |   |         |         |         |         |         |  |  |           |           |           |
|  | SC Freiburg (s.h.p.)             | SC Freiburg (s.h.p.)             | 0                                | 3                                | 3                                |  |  |                        |                        |                  |                  |             |   |                     |                  |                  |           |           |          |          |   |         |         |         |         |         |  |  |           |           |           |
|  | SC Freiburg (s.h.p.)             | SC Freiburg (s.h.p.)             | 0                                | 3                                | 3                                |  |  |                        |                        |                  |                  |             |   |                     |                  |                  |           |           |          |          |   |         |         |         |         |         |  |  |           |           |           |

### Vòng play-off đấu loại trực tiếp
Lễ bốc thăm cho vòng play-off đấu loại trực tiếp được tổ chức vào ngày 18 tháng 12 năm 2023, lúc 13:00 CET.
Các trận lượt đi được diễn ra vào ngày 15 tháng 2, các trận lượt về được diễn ra vào ngày 22 tháng 2 năm 2024.
| Đội 1            | TTS         | Đội 2         | Lượt đi | Lượt về      |
| ---------------- | ----------- | ------------- | ------- | ------------ |
| Feyenoord        | 2–2 (2–4 p) | Roma          | 1–1     | 1–1 (s.h.p.) |
| Milan            | 5–3         | Rennes        | 3–0     | 2–3          |
| Lens             | 2–3         | SC Freiburg   | 0–0     | 2–3 (s.h.p.) |
| Young Boys       | 2–4         | Sporting CP   | 1–3     | 1–1          |
| Benfica          | 2–1         | Toulouse      | 2–1     | 0–0          |
| Braga            | 5–6         | Qarabağ       | 2–4     | 3–2 (s.h.p.) |
| Galatasaray      | 4–6         | Sparta Prague | 3–2     | 1–4          |
| Shakhtar Donetsk | 3–5         | Marseille     | 2–2     | 1–3          |

### Vòng 16 đội
Lễ bốc thăm cho vòng 16 đội được tổ chức vào ngày 23 tháng 2 năm 2024, lúc 12:00 CET.
Các trận lượt đi được diễn ra vào ngày 7 tháng 3, các trận lượt về được diễn ra vào ngày 14 tháng 3 năm 2024.
| Đội 1         | TTS  | Đội 2                  | Lượt đi | Lượt về |
| ------------- | ---- | ---------------------- | ------- | ------- |
| Sparta Prague | 2–11 | Liverpool              | 1–5     | 1–6     |
| Marseille     | 5–3  | Villarreal             | 4–0     | 1–3     |
| Roma          | 4–1  | Brighton & Hove Albion | 4–0     | 0–1     |
| Benfica       | 3–2  | Rangers                | 2–2     | 1–0     |
| SC Freiburg   | 1–5  | West Ham United        | 1–0     | 0–5     |
| Sporting CP   | 2–3  | Atalanta               | 1–1     | 1–2     |
| Milan         | 7–3  | Slavia Prague          | 4–2     | 3–1     |
| Qarabağ       | 4–5  | Bayer Leverkusen       | 2–2     | 2–3     |

### Tứ kết
Lễ bốc thăm cho vòng tứ kết được tổ chức vào ngày 15 tháng 3 năm 2024, lúc 13:00 CET.
Các trận lượt đi được diễn ra vào ngày 11 tháng 4, các trận lượt về được diễn ra vào ngày 18 tháng 4 năm 2024.
| Đội 1            | TTS         | Đội 2           | Lượt đi | Lượt về      |
| ---------------- | ----------- | --------------- | ------- | ------------ |
| Milan            | 1–3         | Roma            | 0–1     | 1–2          |
| Liverpool        | 1–3         | Atalanta        | 0–3     | 1–0          |
| Bayer Leverkusen | 3–1         | West Ham United | 2–0     | 1–1          |
| Benfica          | 2–2 (2–4 p) | Marseille       | 2–1     | 0–1 (s.h.p.) |

### Bán kết
Lễ bốc thăm cho vòng bán kết được tổ chức vào ngày 15 tháng 3 năm 2024, lúc 13:00 CET, sau khi bốc thăm tứ kết.
Các trận lượt đi được diễn ra vào ngày 2 tháng 5, các trận lượt về được diễn ra vào ngày 9 tháng 5 năm 2024.
| Đội 1     | TTS | Đội 2            | Lượt đi | Lượt về |
| --------- | --- | ---------------- | ------- | ------- |
| Marseille | 1–4 | Atalanta         | 1–1     | 0–3     |
| Roma      | 2–4 | Bayer Leverkusen | 0–2     | 2–2     |

### Chung kết
Trận chung kết được diễn ra vào ngày 22 tháng 5 năm 2024 tại Sân vận động Aviva ở Dublin. Một lượt bốc thăm được tổ chức vào ngày 15 tháng 3 năm 2024, sau khi bốc thăm tứ kết và bán kết để xác định đội "nhà" vì mục đích hành chính.
| Atalanta              | 3–0      | Bayer Leverkusen |
| --------------------- | -------- | ---------------- |
| Lookman 12', 26', 75' | Chi tiết |                  |

## Thống kê
Thống kê không tính đến vòng loại và vòng play-off.

### Ghi bàn hàng đầu
| Hạng | Cầu thủ                   | Đội                    | Số bàn thắng | Số phút đã chơi |
| ---- | ------------------------- | ---------------------- | ------------ | --------------- |
| 1    | Pierre-Emerick Aubameyang | Marseille              | 10           | 1030            |
| 2    | Romelu Lukaku             | Roma                   | 7            | 1082            |
| 3    | Gianluca Scamacca         | Atalanta               | 6            | 697             |
| 3    | João Pedro                | Brighton & Hove Albion | 6            | 436             |
| 5    | Patrik Schick             | Bayer Leverkusen       | 5            | 301             |
| 5    | Michael Gregoritsch       | SC Freiburg            | 5            | 345             |
| 5    | Victor Boniface           | Bayer Leverkusen       | 5            | 379             |
| 5    | Mohamed Salah             | Liverpool              | 5            | 399             |
| 5    | Fotis Ioannidis           | Panathinaikos          | 5            | 435             |
| 5    | Darwin Núñez              | Liverpool              | 5            | 459             |
| 5    | Viktor Gyökeres           | Sporting CP            | 5            | 622             |
| 5    | Ademola Lookman           | Atalanta               | 5            | 720             |
| 5    | Mohammed Kudus            | West Ham United        | 5            | 771             |
| 5    | Juninho                   | Qarabağ                | 5            | 794             |